# LOL (film 2012)
LOL (tytuł roboczy LOL: Laughing Out Loud) – amerykański film w reżyserii Lizy Azuelos. Remake francuskiego filmu z 2008 o tej samej nazwie i reżyserii.

## Fabuła
Po tym jak 15-letnia Lola zostaje rzucona przez swojego chłopaka, swoje upodobania kieruje w stronę jego najlepszego przyjaciela. Lola zaczynać mieć problemy z narkotykami. W tym czasie jej 40-letnia matka zmaga się ze swoim rozwodem.

## Obsada
- Miley Cyrus[1] – Lola
- Demi Moore[1] – Anne
- Douglas Booth[2] – Kyle
- Ashley Hinshaw – Emily
- Jean-Luc Bilodeau – Jeremy
- Ashley Greene – Ashley
- Thomas Jane[3] – Allen
- Marlo Thomas[4] – Gran
- Adam G. Sevani – Wen
- Lina Esco – Janice
- Jay Hernández – James
- Austin Nichols – Pan Ross
- Gina Gershon – Kathy
- Nora Dunn – Mama Emily
- Fisher Stevens – Roman